# Baltchik
« Balcic » redirige ici. Pour le cépage de Roumanie, voir Balcic (cépage).
Baltchik ([bɐɫˈtʃik], en bulgare : Балчик, en turc : Balçık et en roumain : Balcic) est une ville située dans le nord-est de la Bulgarie, sur la côte de la mer Noire. Elle est souvent appelée "la ville blanche" (en bulgare : Белият град, Béliyat grad) en référence aux falaises de calcaire blanc.

## Étymologie
À l’époque de la colonisation grecque antique de la mer Noire, la ville s’appelait Dionysopolis. Il existe plusieurs hypothèses concernant l’étymologie de Balčik, nom actuel de la ville. L’une d’entre elles fait dériver le nom de la langue des Coumans, balakčik (« petite ville »). Une autre se réfère au voïvode bulgare de la Dobroudja : Balko. Une troisième le fait dériver du turc : balık, « poissoneux ». Enfin, une quatrième hypothèse le fait provenir du turc : balçık, « boueux », par allusion au ruissellement des sources au pied des falaises calcaires.

## Géographie

### Géographie physique
Baltchik est située dans le nord-est de la Bulgarie, à 475 km à l'est-nord-est de la capitale Sofia et à 40 km au nord-est de grande ville portuaire de Varna. La ville est le chef-lieu de la commune de Baltchik.
La ville se trouve sur un effondrement du plateau de calcaire blanc de la Dobroudja, et donne sur une baie largement ouverte sur la mer Noire et orientée vers le sud-est.
À cause du phénomène de remontée d'eaux profondes, dues aux courants locaux, la température moyenne de l’eau est dans cette région de 2 à 3 degrés inférieure à celle qu’on observe un peu plus au sud de la côte.

### Climat
Le climat de Baltchik est pontique doux, alors que sur le plateau dobroudjéen au-dessus, il est continental.

### Géographie humaine
| 1926 | 1934 | 1946  | 1956  | 1965  | 1975   | 1985   | 1992   | 2001   |
| ---- | ---- | ----- | ----- | ----- | ------ | ------ | ------ | ------ |
| -    | -    | 6 131 | 8 006 | 8 711 | 11 062 | 12 752 | 12 235 | 12 448 |

| 2011   | 2021   | 2022  | - | - | - | - | - | - |
| ------ | ------ | ----- | - | - | - | - | - | - |
| 11 593 | 10 870 | 9 291 | - | - | - | - | - | - |

,

## Histoire
Les Thraces sont les plus anciens habitants identifiés de la région de Balčik, où l’on a trouvé des objets vieux de plus de 3000 ans. Si des campements de pêcheurs-cueilleurs plus anciens ont existé, ils ont du être submergés par l'érosion du littoral. À l’époque de la colonisation grecque Dionysopolis (ville de Dionysos) est citée comme ville portuaire par Pline l’Ancien. En 2007, les archéologues ont mis au jour les fondements d’un temple de Cybèle d’époque hellénistique, ainsi que des statues et ornements. Jusqu'à la bataille d'Ongal, au VIIe siècle, Dionysopolis appartient à l'Empire romain d'Orient (dit « byzantin » par les historiens modernes) : à ses habitants grecs et thraco-romains se sont ajoutés des slaves au VIe siècle et elle est alors déjà christianisée. Au VIIe siècle, les proto-Bulgares l'intègrent dans leur premier empire bulgare ; initialement tengristes, ils adoptent à leur tour le christianisme en 927. Au Moyen Âge, la ville repasse sous domination byzantine entre 917 et 1186, puis redevient bulgare.
Au XIVe siècle, à l’époque du despotat de Dobroudja fondé par les voïvodes Balko et Dobrotitch, apparaissent dans les chroniques grecques et génoises les noms de Karvouna, Carbona ou Krounoi (Καρβούνα - Karvouna, Κρούνοι - Krounoi, peut-être de l'ancien slave Krun signifiant « petit sapin »). Il est possible que Karvouna/Carbona désigne l'actuelle Kavarna, comme le pensent des auteurs tel Josef Sallanz : dans ce cas, le nom Krounoi désignait Balčik. Le despotat de Dobroudja, peuplé de Grecs pontiques, de Bulgares, de Tatars et de Valaques, réussit à se maintenir plusieurs décennies en jouant sur les rivalités entre Génois, Byzantins, Amédée VI de Savoie et Vladislav I de Valachie, après quoi il est d’abord absorbé en 1389 par la Valachie, puis conquis 1396 (sud) et 1418-1422 (nord) par l’Empire ottoman,,,.
Baltchik reste ottomane près de cinq siècles, de 1400 à 1878 : des Turcs, des Tatars et des Gagaouzes s'ajoutent aux habitants antérieurs, bulgares, arméniens ou Grecs pontiques. Elle fait partie du pachalik de Silistra puis de la Bulgarie moderne à son indépendance, en 1878. De 1913 à 1916 et de 1918 à 1940, la ville fait partie de la Roumanie, qui avait annexé la Dobroudja du Sud au détriment de la Bulgarie, à la suite de la Seconde Guerre balkanique. En 1940, par le Traité de Craiova, elle fut définitivement rendue à la Bulgarie. À l’époque de l’administration roumaine, Balčik, alors orthographiée Balcic, accueillit la reine Marie de Roumanie, qui s’y fit construire une résidence secondaire en forme de mosquée turque, avec des jardins au-dessus de la mer, entre 1926 et 1937. La reine y recevait peintres, écrivains, artistes mais surtout des théosophes et des adeptes de la religion baha'ie qui y tenaient cénacle. Après la guerre et ses pillages, la résidence, surnommée « Dvoritsa » (« petit palais », diminutif de Дворец), fut restaurée et devint une maison de repos pour cadres du Parti unique, puis fut transformée en musée d’art, tandis que le jardin botanique attenant était rattaché à l’université de Sofia.
Dans la seconde moitié du XXe siècle, la composition de la population changea et l’élément bulgare s’imposa peu à peu. Une minorité turque subsiste (selon les chiffres du recensement de 2001, elle représente près de 13 % de la population de l’oblast de Dobrič).

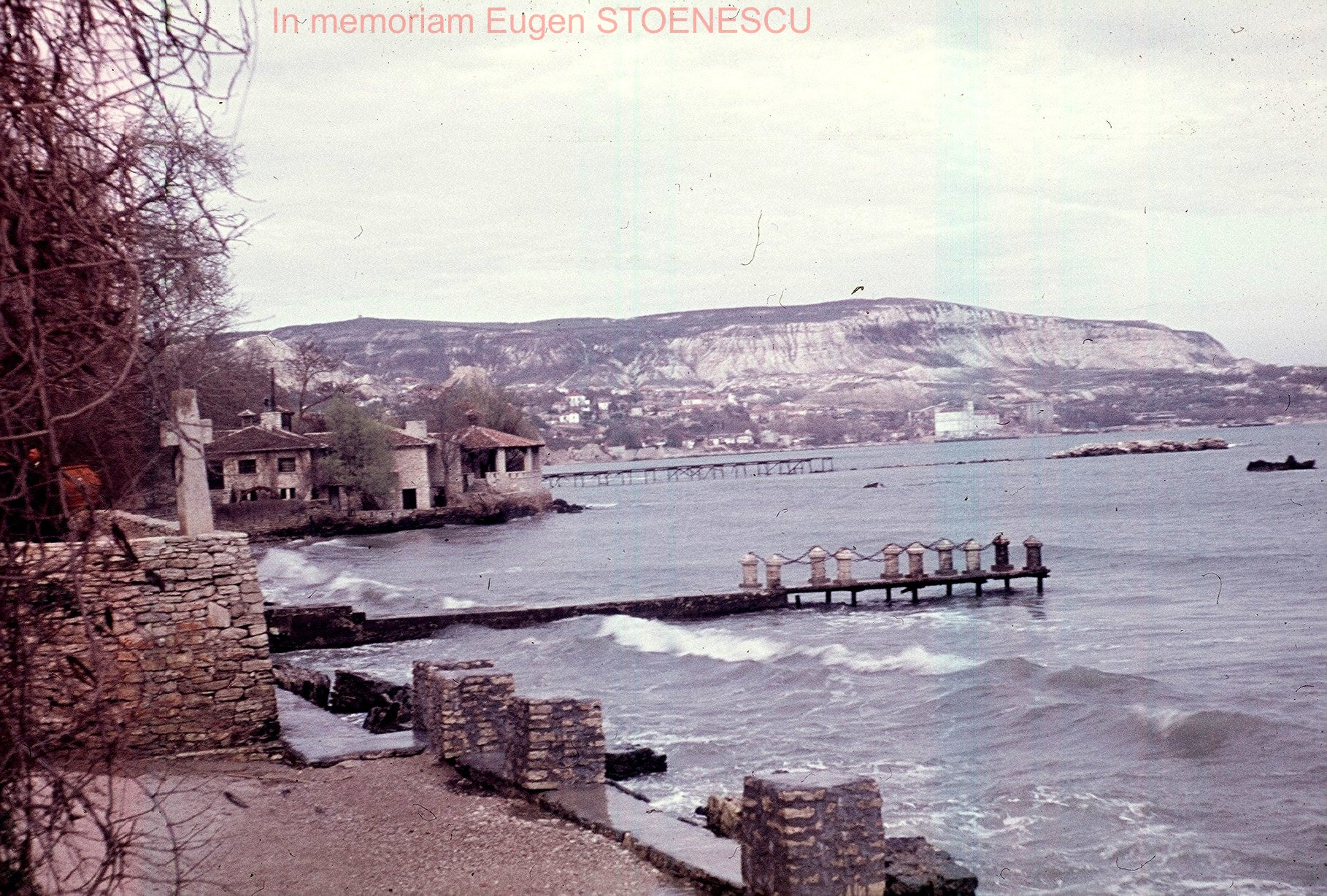
Vue sur la rive dans les années 1930
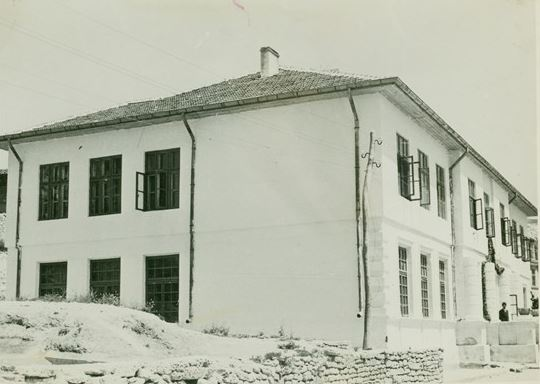
L'école secondaire polytechnique en 1946
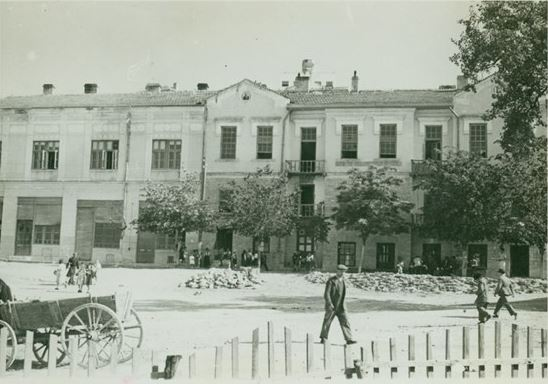
L'école turque en 1946
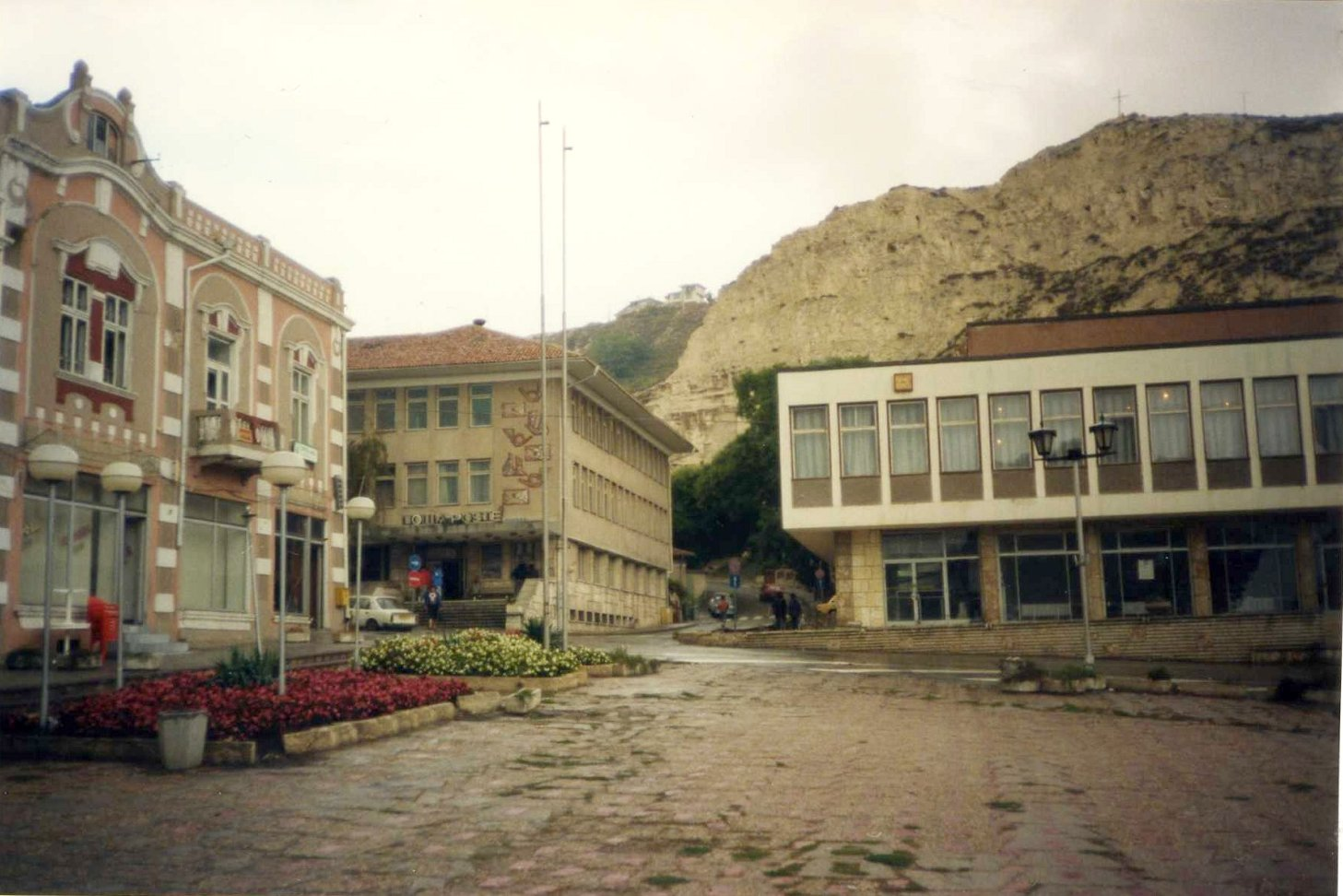
La place de la poste en 1993

## Économie
L’économie de la ville est essentiellement dominée par le tourisme estival, la clientèle traditionnelle venant surtout de Bulgarie, Roumanie, Ukraine et Russie. Cependant, cette activité est limitée par le fait qu’il n’existe pas de grande plage sur le territoire de la commune. Les revenus issus de la pêche sont de plus en plus limités. Le port, qui peut abriter une soixantaine de bateaux, a en revanche développé la navigation de plaisance. Plus récemment, deux terrains de golf ont été construits.

## Curiosités touristiques

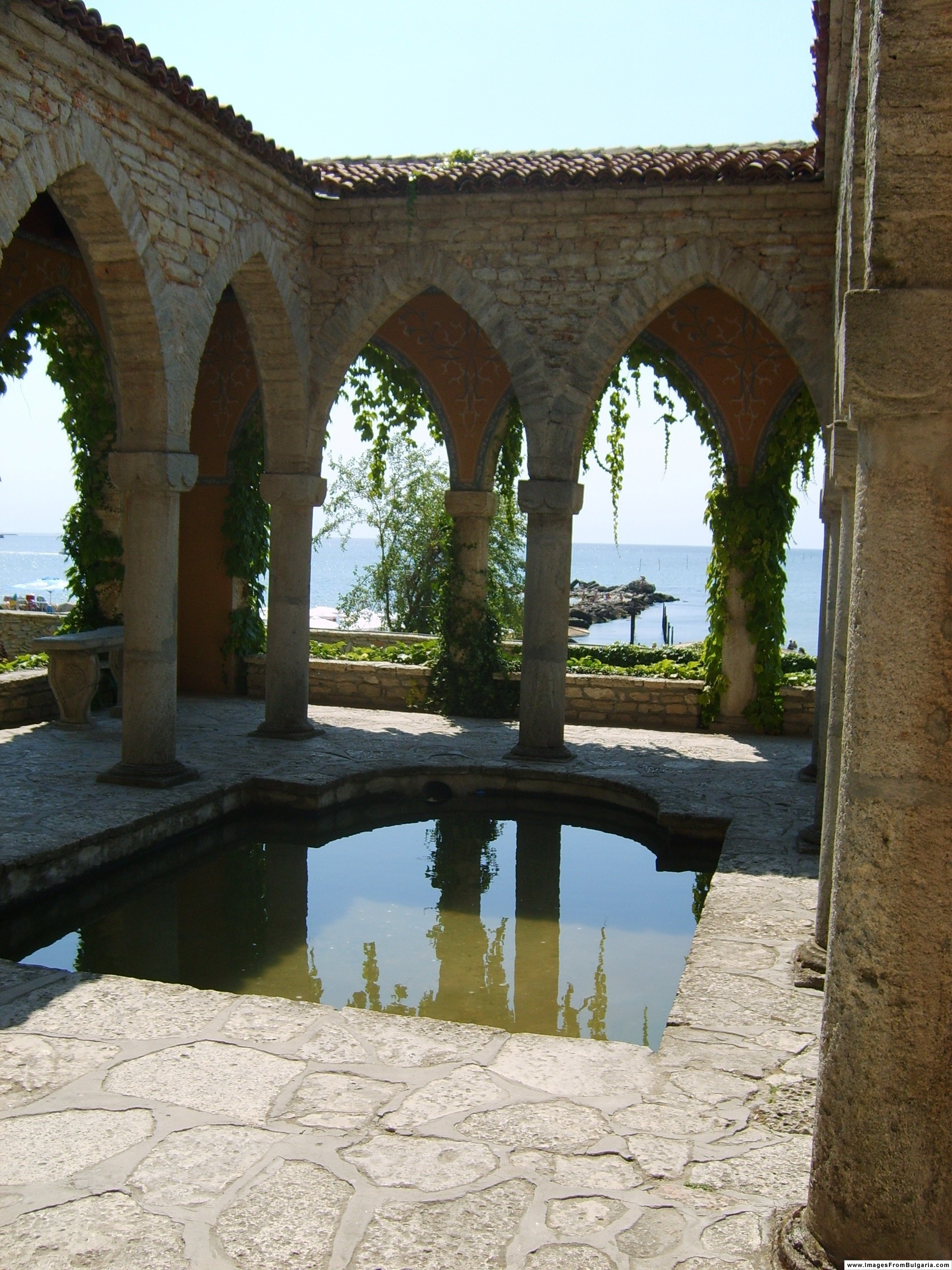
Les anciens bains de la « Dvoritsa »

Balčik est inscrit sur la liste des 100 objets touristiques nationaux à l’initiative de l’« Union touristique bulgare » (Bǎlgarski turističeski sǎjuz, BTS). Les curiosités touristiques suivantes ont fait la réputation de Balčik :

### Résidence de la reineMarie de Roumanie
Dénommé en bulgare : Дворец в Балчик, en translittération scientifique internationale Dvorec v Balčik : château de Balčik (en roumain : Palatul de la Balcic : « palais de Balčik » et surnommé par la reine en anglais : Quiet nest palace : « palais du nid tranquille » car à cette époque la famille royale roumaine était anglophone en privé), ce complexe a été construit entre 1926 et 1937, à l’époque où la Dobroudja du Sud était roumaine. Il s’agit d’un complexe résidentiel comprenant une villa en forme de mosquée turque, des villas plus petites pour les invités, un cellier, une station électrique, un monastère, une fontaine, une chapelle et de nombreux autres bâtiments, ainsi qu’un vaste parc conçu par le paysagiste suisse Jules Jany, aujourd’hui géré en tant que jardin botanique par l’Université Saint-Clément d'Ohrid de Sofia.
La reine visita Balčik pour la première fois en 1921 et, séduite par le lieu, acheta des propriétés (vignes, jardins maraîchers, moulins) pour s’y faire construire une résidence. Les bâtiments, conçus par les architectes italiens Augustino et Alberti, combinent des influences balkaniques et orientales. Le bâtiment principal, orné d’un minaret, est proche d’une église orthodoxe, mélange qui illustre l’attirance de la reine (officiellement orthodoxe comme son mari le roi de Roumanie) pour la religion bahá’íe.
En août 1940 la Dvoritsa devint la propriété de la famille régnante de Bulgarie, les Saxe-Cobourg-Gotha : elle restait ainsi dans la famille, puisque la reine Marie de Roumanie en descendait elle aussi. Elle fut occupée et pillée par les troupes soviétiques en septembre 1944 et, dévastée, resta fermée quelques années avant d’être restaurée par le Comité central du Parti communiste bulgare pour être aménagée en maison de repos pour ses cadres dirigeants. Dans les années 1960, alors que le tourisme s’était beaucoup développé à Albena et aux Sables d’Or, la Dvoritsa fut transformée en musée, avec des meubles et des icônes anciennes collectées en raison de leur similitude avec le mobilier de la Reine Marie, tel qu’il apparaît sur les photos. La plupart des bâtiments du complexe ont été réaménagés pour les besoins du tourisme. Certains anciens moulins ont été conservés et reconstruits. D’autres bâtiments ont été transformés en restaurants ou hébergements touristiques. Aux pieds des jardins, qui jadis baignaient dans la mer, une digue, un chemin et une esplanade ont été construits pour empêcher que la puissance des vagues, lors des tempêtes, ne les fasse s’ébouler : des restaurants s’y sont installés. C’est aujourd’hui la principale attraction touristique de la ville.
Francis Ford Coppola a passé 11 jours fin 2005 au palais de la reine Marie pour tourner des scènes du film L'Homme sans âge.

### Jardin botanique

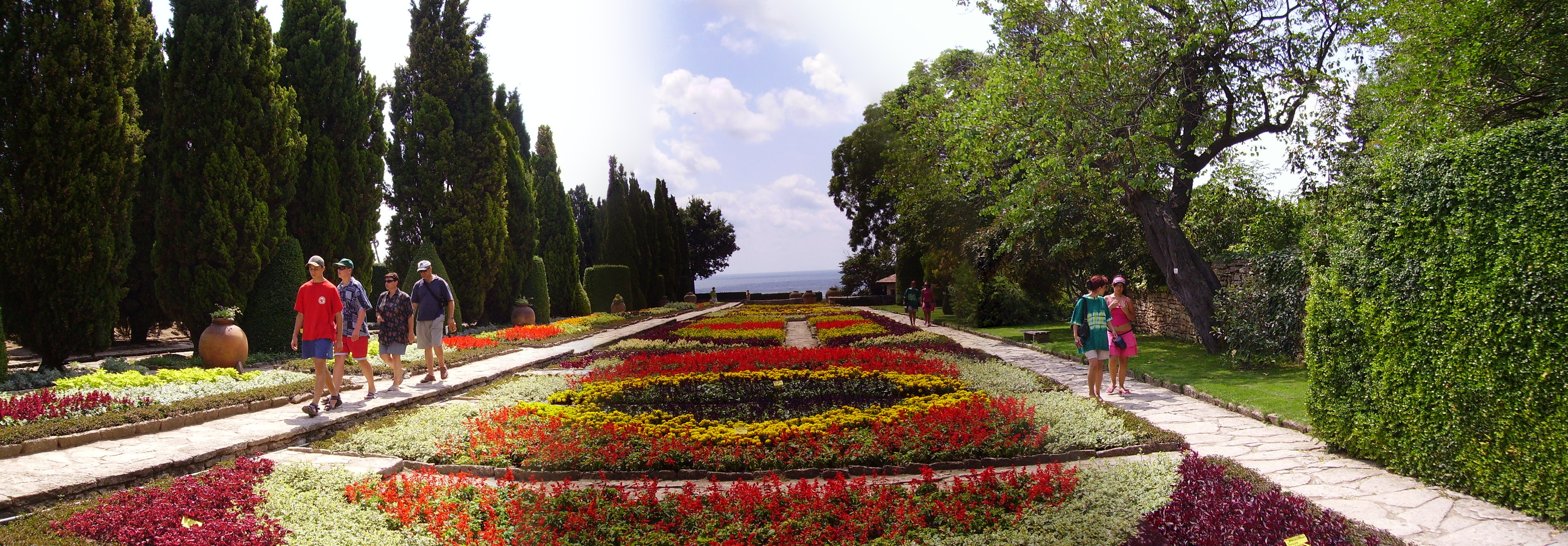
Jardin botanique universitaire de la « Dvoritsa » à Balčik

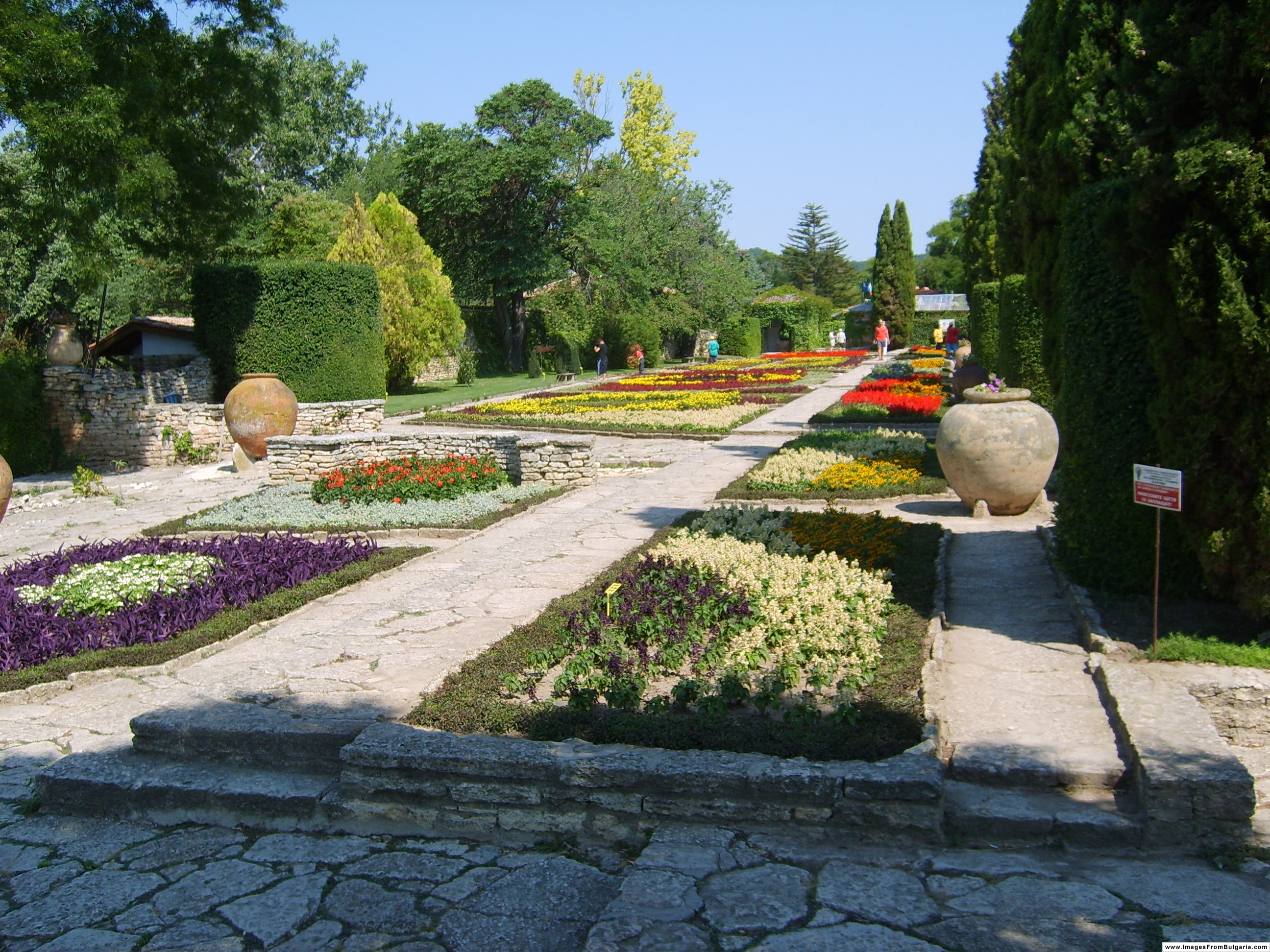
Jardin botanique universitaire

Après le retour de la Dobroudja du Sud à la Bulgarie par les accords de Craiova, le parc du château fut aménagé en jardin botanique à partir de 1946. Sa surface est de 6,5 ha. Il abrite environ 2 000 variétés de plantes, appartenant à 85 familles et 200 genres. L’une des attractions principales du jardin botanique est sa collection de grands cactus présentés en extérieur, sur une surface de 1 000 m2, la seconde d’Europe après celle du jardin exotique de Monaco. Parmi les espèces rares représentées, on notera le Métasequoia, l’hévéa et le Ginkgo biloba.

### Musées
- Musée historique : il présente notamment le résultat des fouilles archéologiques réalisées dans la ville, notamment sur le site du temple de Cybèle découvert au centre-ville. On peut ainsi y voir huit statues de marbre blanc représentant la déesse mère ainsi que de nombreuses inscriptions grecques.
- Galerie d’art : ouverte il y a plus de 40 ans, elle possède notamment dans son fonds des œuvres du peintre bulgare Vladimir Dimitrov-Maïstora (1882-1960).

### Festivals
Balčik est le cadre de nombreux festivals. Le plus important d’entre eux est le Balfest, festival international de cinéma documentaire et de reportage, qui a lieu vers la fin de l’année.
La fête de la ville est célébrée le 24 mai et est l’occasion de proposer un important programme culturel et de divertissement, ainsi qu’une importante manifestation commerciale.

### Monuments religieux
Il y a aujourd’hui dans la ville 5 églises orthodoxes bulgares, dont 4 sont encore utilisées pour le culte. La plus ancienne est l’église Saint-Nicolas, construite au milieu du XIXe siècle, initialement grecque et gagaouze. Dans la tradition orthodoxe ancienne, Saint-Nicolas est le patron des marins et des pêcheurs. Une mosquée turque y est également en service.

## Aérodrome
Une piste d'atterrissage avait été tracée en 1935 sur le plateau au-dessus de Balčik pour la reine Marie de Roumanie. Autour de cette piste, un aérodrome a été construit pendant la Seconde Guerre mondiale, en 1941, par la Luftwaffe, pour atteindre des objectifs militaires soviétiques entre 1941 et 1944, en particulier des sous-marins croisant dans la mer Noire. Par sa situation (200 mètres d’altitude, distance à 400 mètres de la côte), il possédait pour l’armée allemande une certaine importance stratégique. Il n’est plus utilisé, mais il existe aujourd’hui des projets visant à le rouvrir comme aérodrome civil d’intérêt local.

## Galerie

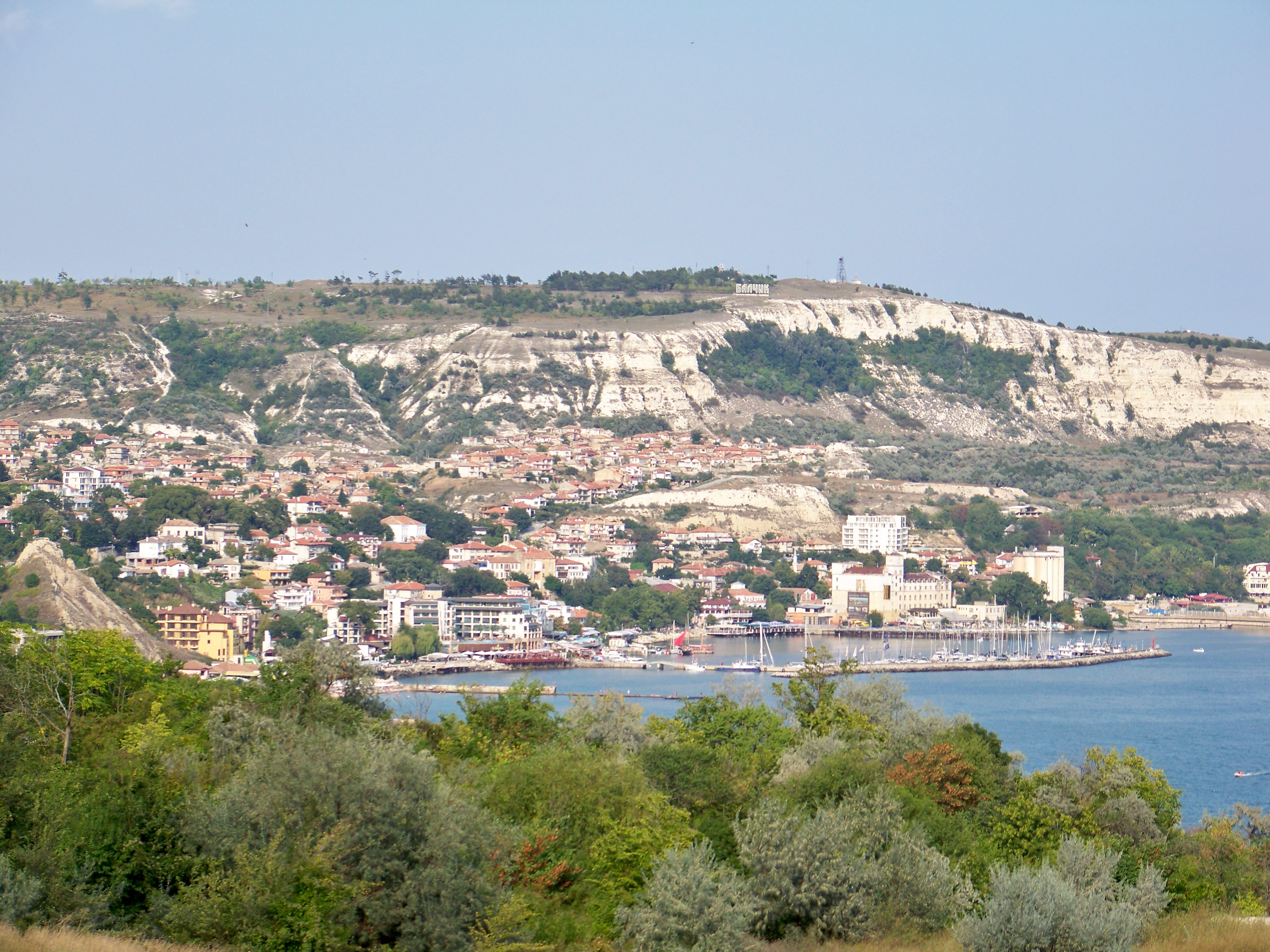
Vue…
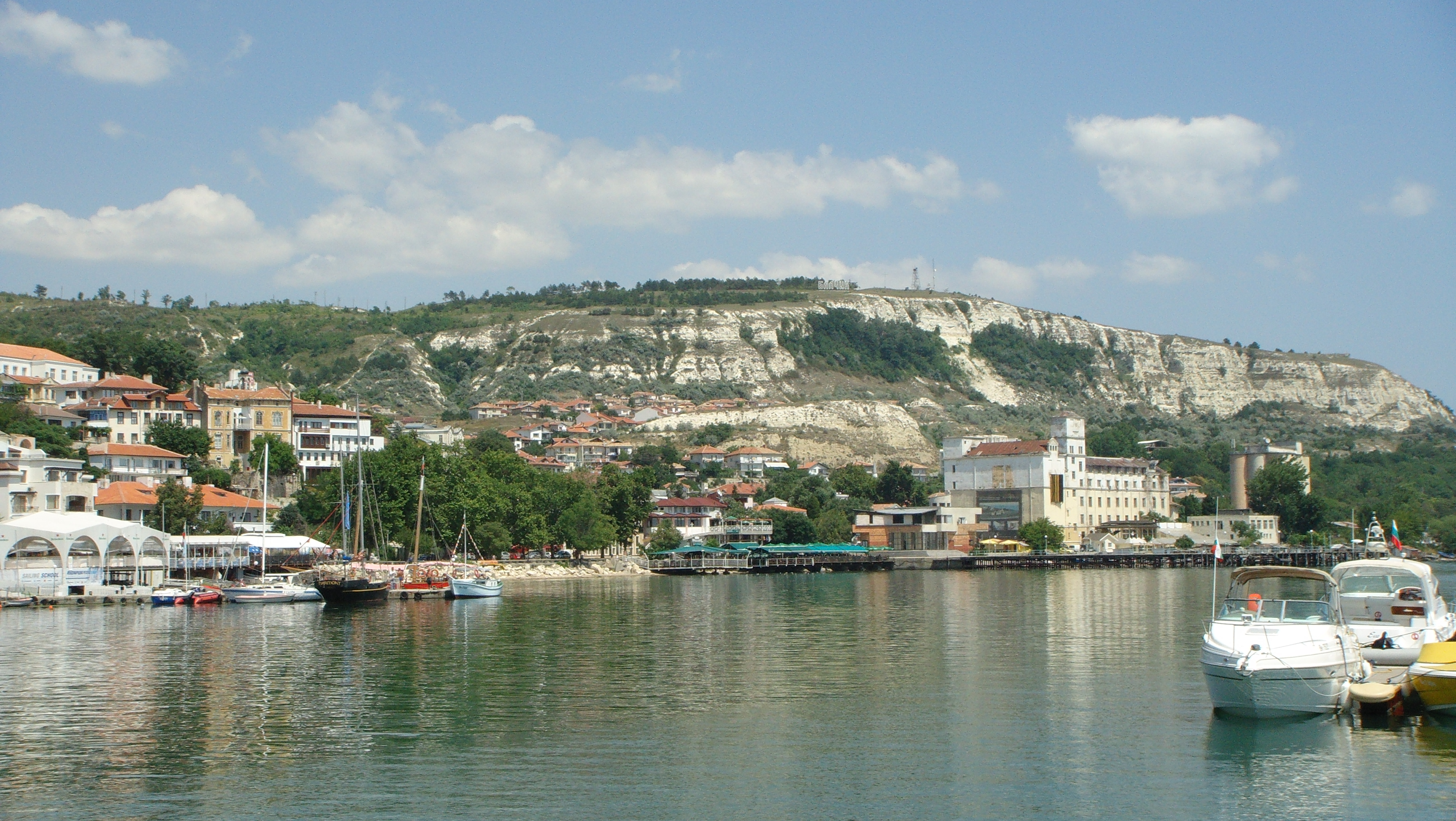
…panoramique…
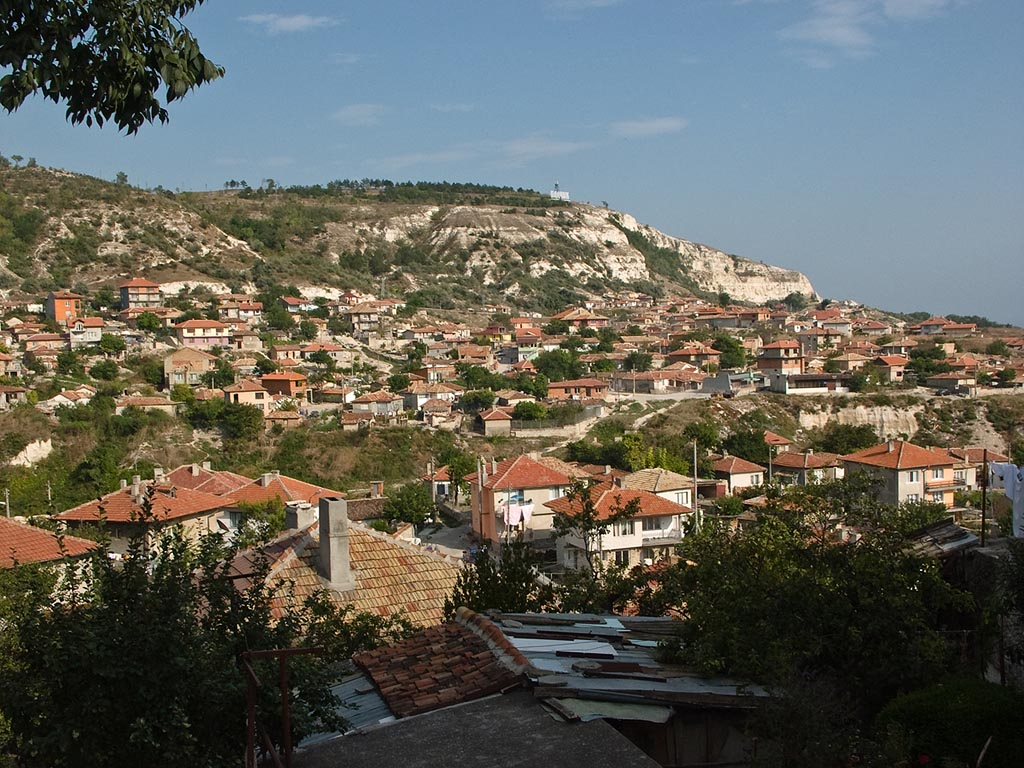
…sur Baltchik
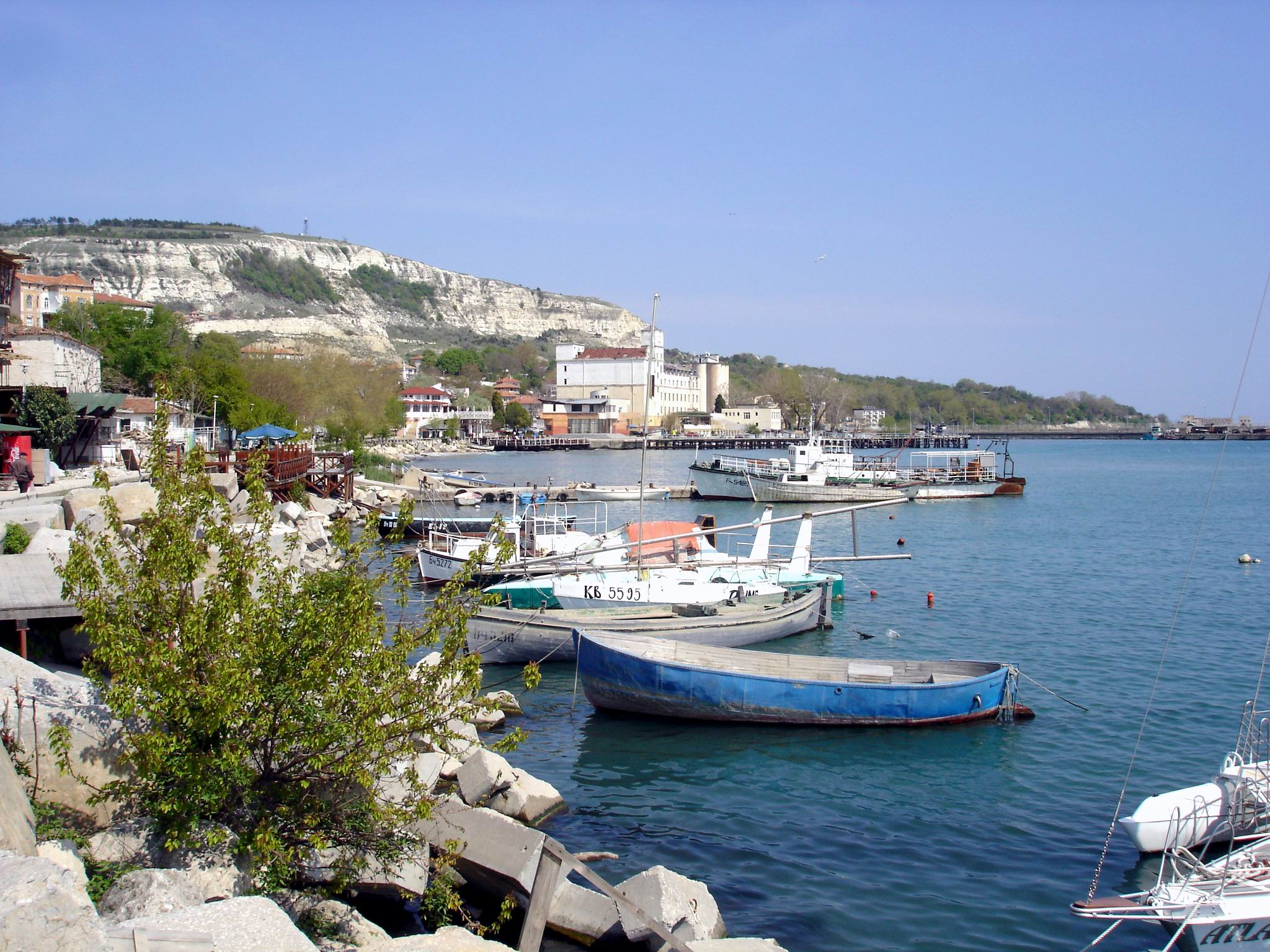
Le rivage et la villa de la reine Marie qu'elle a surnommé Quiet nest (Tihiat kat en bulgare, Cuibul liniştit en roumain)
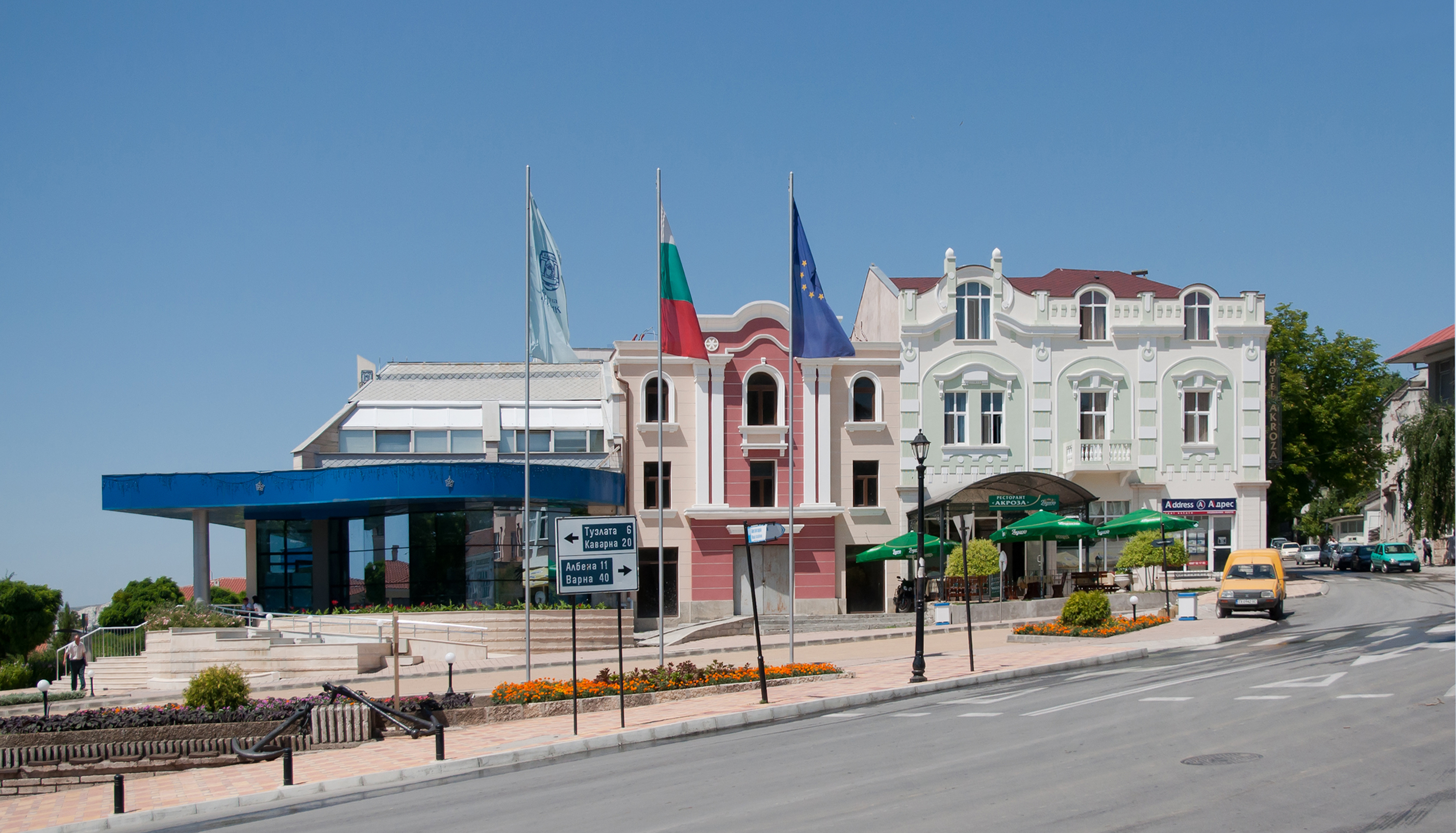
La place centrale et l'hôtel de ville
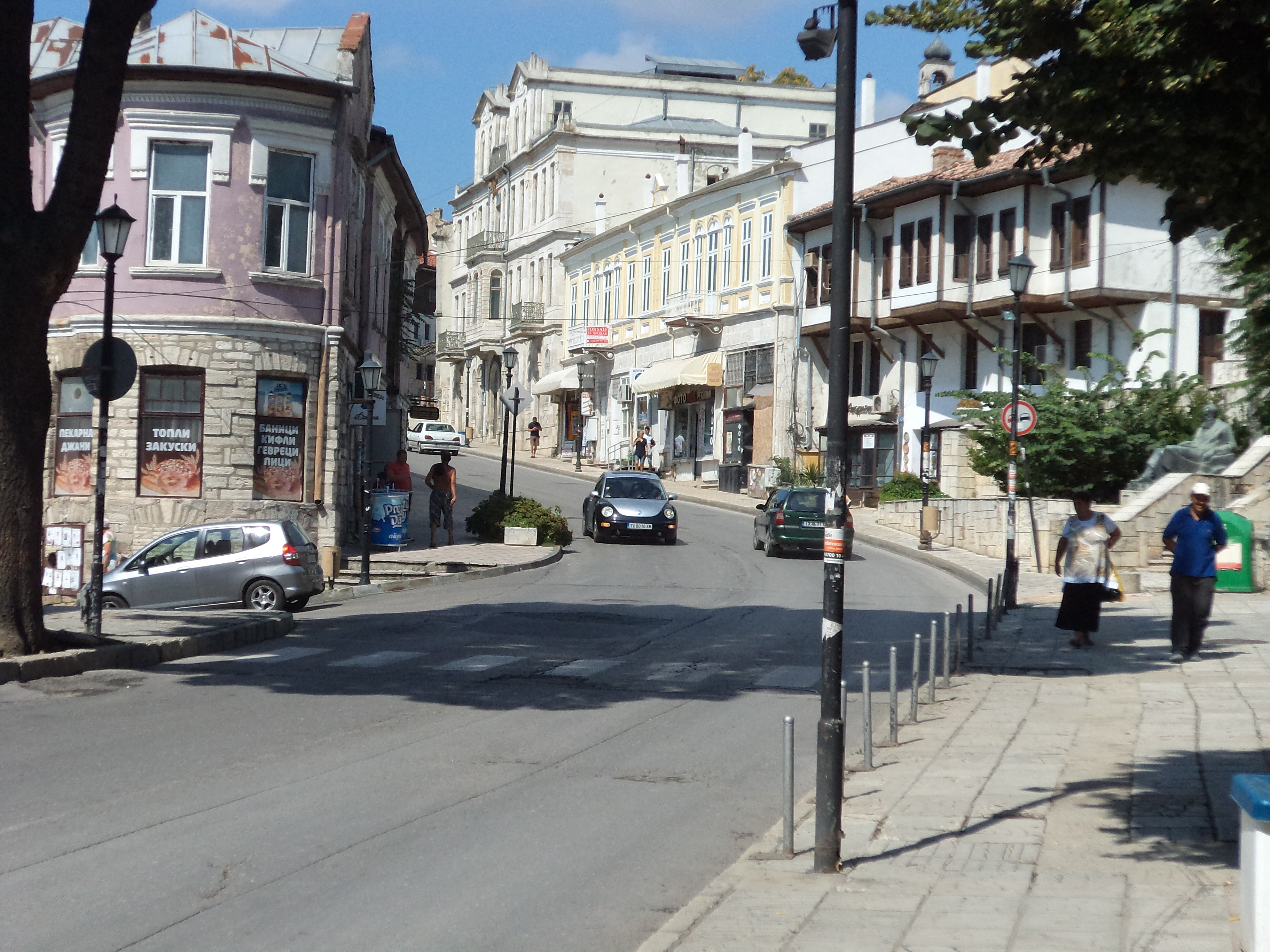
Rue de la Mer Noire
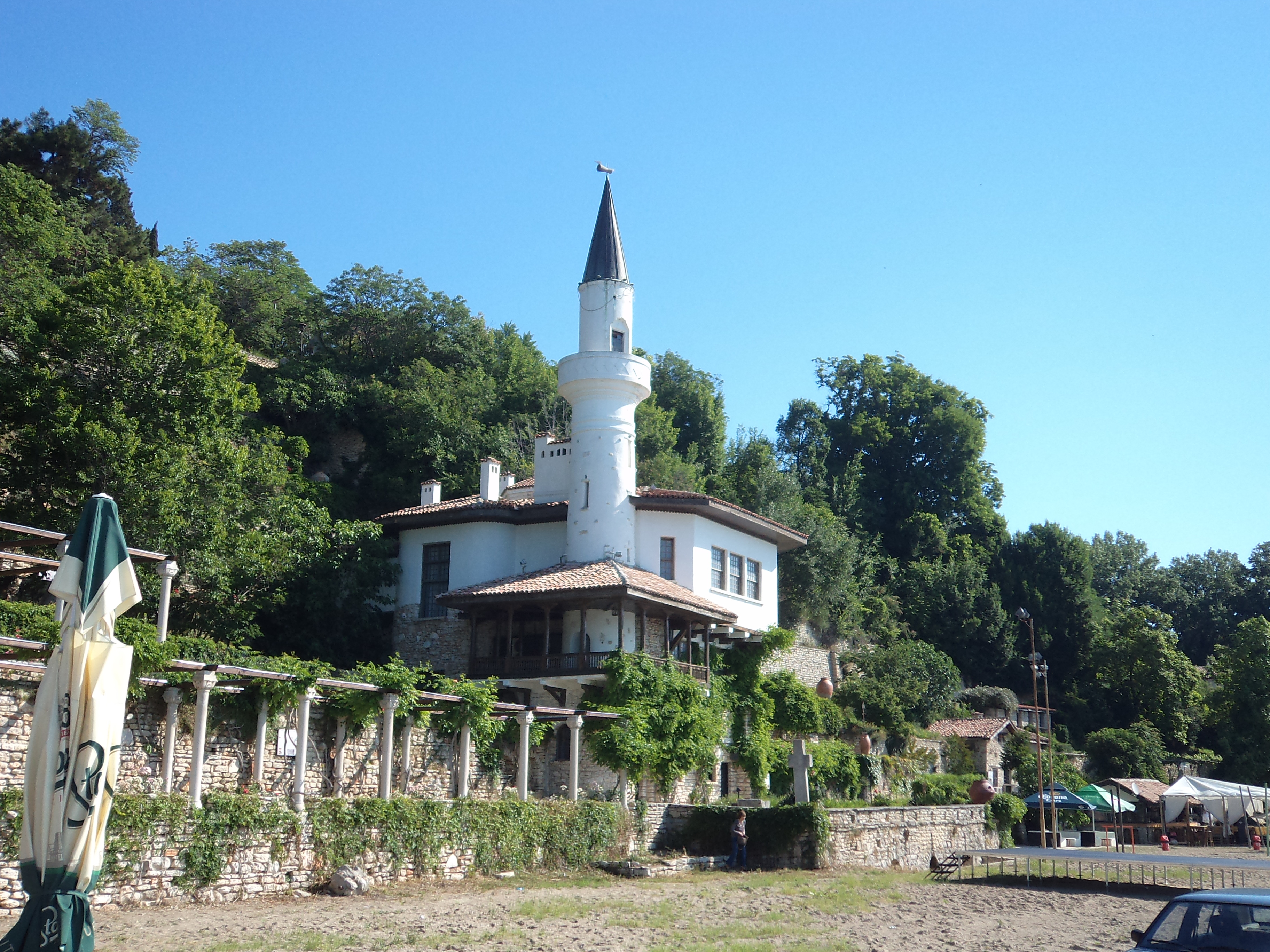
Villa de la reine Marie
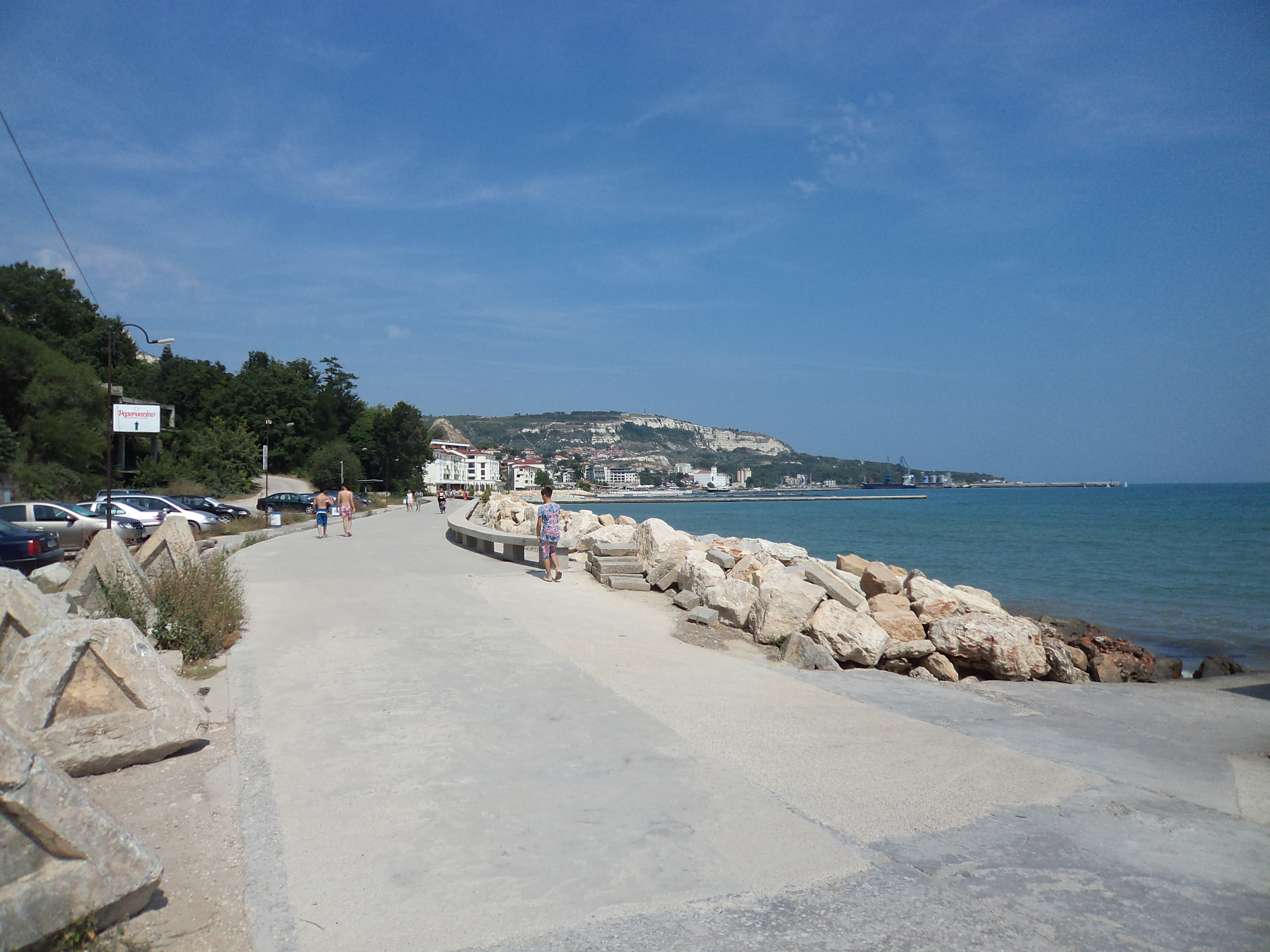
La digue-promenade du bord de mer
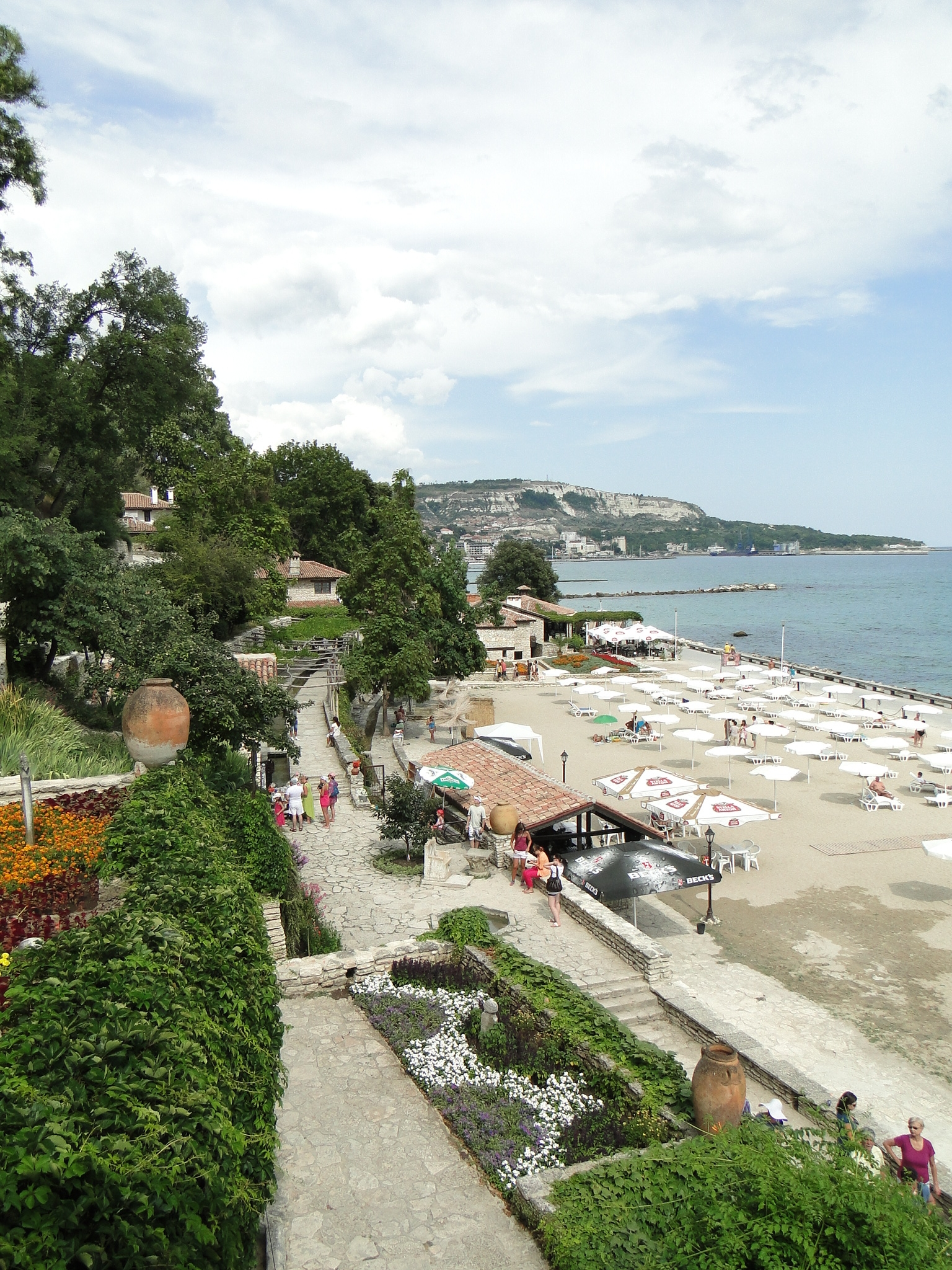
La plage sous la villa de la reine Marie
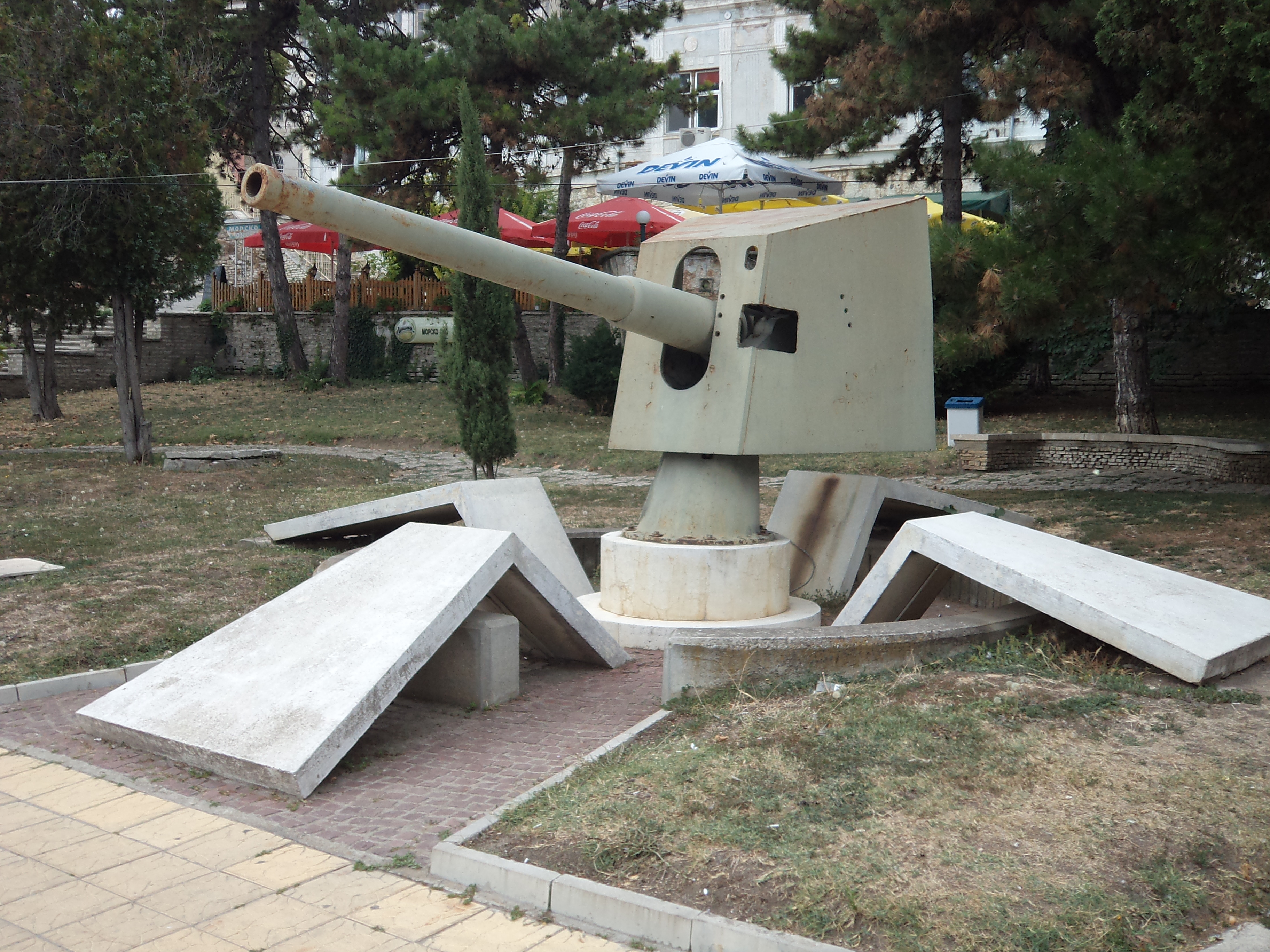
Canon de 100 mm modèle 1891